# Donny Warmerdam
Donny Warmerdam (* 2. Januar 2002 in Sassenheim) ist ein niederländischer Fußballspieler, der aktuell bei De Graafschap Doetinchem spielt.

## Karriere

### Vereine
Warmerdam begann seine fußballerische Ausbildung bei der RKVV Teylingen, wo er bis 2010 spielte. Anschließend wechselte er zu Ajax Amsterdam, wo er 2017/18 zwei Tore in vier Spielen für die die U17 machte. In der Folgesaison war er bereits Stammspieler bei den B-Junioren und spielte außerdem einmal für die A-Junioren. Am Ende der Saison gewann er mit der U19 die niederländische Meisterschaft und ohne Einsatz den Pokal. 2019/20 spielte er 21 Mal für die U19, davon fünfmal in der Youth League, bei der er mit seinem Team ins Halbfinale kam. In der darauf folgenden Saison spielte er zunächst viermal für die U18, aber debütierte am 30. August 2020 (1. Spieltag) gegen Roda JC Kerkrade in der Startelf. Anschließend kam er ab dem 16. Spieltag in jedem Zweitligaspiel und war somit Stammkraft bei der zweiten Mannschaft.
Im Sommer 2023 wechselte er zum Zweitligisten De Graafschap.

### Nationalmannschaft
Warmerdam spielte bislang fünfmal für die U16-Nationalmannschaft der Niederlande.

## Erfolge
- Niederländischer U19-Meister: 2019
- Niederländischer U19-Pokalsieger: 2019 (ohne Einsatz)